# Dux-Bodenbacher Eisenbahn

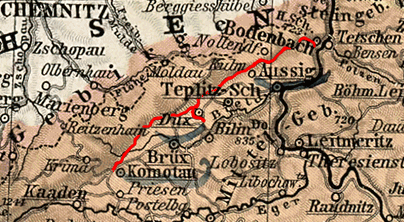
Das Streckennetz der Dux-Bodenbacher Eisenbahn

Die k.k. privilegierte Dux-Bodenbacher Eisenbahn (tschech.: Duchcovsko-podmokelská dráha) war ein Eisenbahnunternehmen in Österreich, dessen Strecken im heutigen Tschechien lagen. Sie verbanden den nordböhmischen Elbhafen in Bodenbach mit den Braunkohlegruben um Dux, Brüx und Komotau.
Die Hauptstrecke der Gesellschaft verlief von Bodenbach über Teplitz nach Komotau. Dux (Liptitz) war über eine Zweigbahn angebunden.

## Geschichte
Am 9. Juli 1869 wurde der Dux-Bodenbacher Bahn der Bau einer Bahnstrecke von Bodenbach nach Dux mit einer Schleppbahn zur Elbe gestattet wurden. Am 20. Mai 1871 erhielt die Eisenbahngesellschaft die Konzession zum Bau und Betrieb der Strecke Osseg–Komotau. Am 2. Oktober desselben Jahres wurde die Strecke Bodenbach–Ossegg–Dux eröffnet. Am 19. Dezember 1872 wurde auch deren Verlängerung Osseg–Komotau in Betrieb genommen.

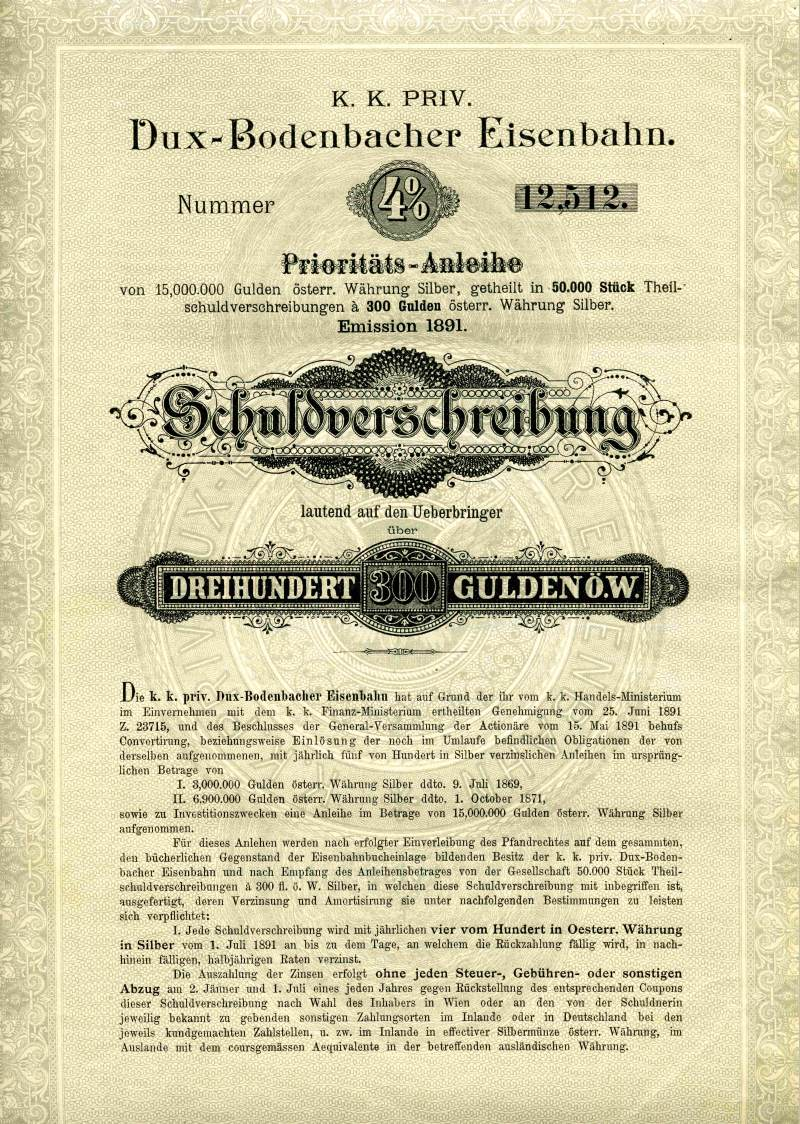
Prioritätsanleihe der Dux-Bodenbacher Eisenbahn

Die Strecken waren von vornherein als Konkurrenzunternehmen zur parallelen Aussig-Teplitzer Eisenbahn (ATE) gedacht, zu der an keiner Stelle eine direkte Gleisverbindung bestand. Die Bedeutung der Strecken lag vor allem in der Abfuhr der im Nordböhmischen Becken geförderten Braunkohle zum Elbhafen in Bodenbach. Übergabebahnhöfe zu fremden Bahngesellschaften bestanden in Bodenbach zur priv. österreichisch-ungarischen Staatseisenbahngesellschaft (StEG), in Ladowitz zur k.k. priv. Prag-Duxer Eisenbahn (PDE) und in Komotau zur k.k. priv. Buschtěhrader Eisenbahn (BEB).

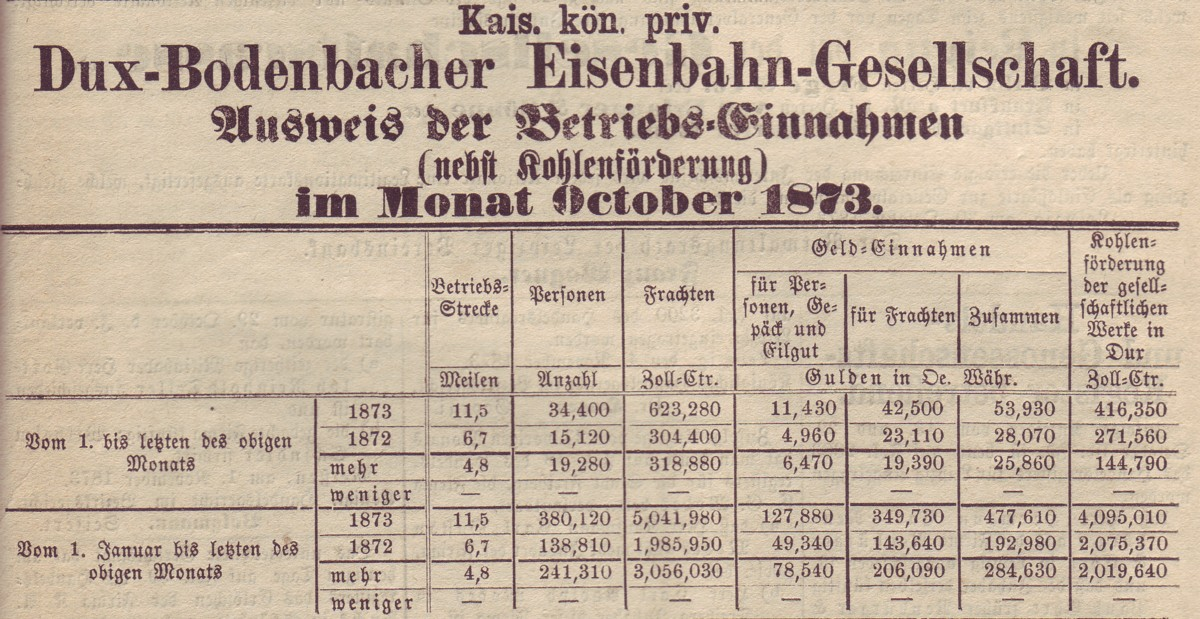
„Ausweis der Betriebseinnahmen (nebst Kohlenförderung)“ in der Leipziger Zeitung vom 8. November 1873

1871 erwarb die Gesellschaft die Braunkohlenwerke des Grafen Waldstein bei Dux.
Als erster Schritt zur Verstaatlichung ging die Betriebsführung auf den Strecken der Dux-Bodenbacher Bahn ab dem 1. Juli 1884 an die k.k. Staatsbahnen (kkStB) über. Am 1. Jänner 1892 wurden die Bahnstrecken der Dux-Bodenbacher Bahn endgültig von den kkStB übernommen.
Die Gesellschaft wurde nach der Verstaatlichung ihrer Bahnstrecken nicht aufgelöst, sondern blieb unter ihrem alten Namen als Bergwerksunternehmen bestehen. Später firmierte die einstige Eisenbahngesellschaft unter Dux-Bodenbacher Eisenbahn AG. Im Jahr 1942 war die Dux-Bodenbacher Eisenbahn AG Eigentümer der Braunkohlenwerke Adolfschacht und Sofieschacht in Buckwa sowie Union II und Konkordia Tief- und Tagebau in Neusattl.
Mit der aufkommenden Flächen-Elektrifizierung nach dem Ersten Weltkrieg investierte die Firma auch in die Elektroenergieerzeugung. So besaß die Dux-Bodenbacher Eisenbahn AG in Neusattl auch ein Überlandwerk.
Nach dem Zweiten Weltkrieg wurde die Gesellschaft am 7. März 1946 durch den Erlass Nr. 823 des tschechoslowakischen Industrieministeriums liquidiert. Das Vermögen der Gesellschaft wurde in das neue staatliche Bergbauunternehmen Falknovské hnědouhelné doly überführt.

## Die Strecken
- Bodenbach–Komotau (* 1871/1872)
- Haan–Dux (* 1871/1879)
- Dux–Ossegg (* 1872)
- Schleppbahn Dux–Ladowitz (* 1879)

## Lokomotiven
| Lokomotiven der Dux-Bodenbacher Eisenbahn | Lokomotiven der Dux-Bodenbacher Eisenbahn | Lokomotiven der Dux-Bodenbacher Eisenbahn           | Lokomotiven der Dux-Bodenbacher Eisenbahn | Lokomotiven der Dux-Bodenbacher Eisenbahn | Lokomotiven der Dux-Bodenbacher Eisenbahn | Lokomotiven der Dux-Bodenbacher Eisenbahn | Lokomotiven der Dux-Bodenbacher Eisenbahn | Lokomotiven der Dux-Bodenbacher Eisenbahn |
| DBE-Nr.                                   | Anzahl                                    | Hersteller                                          | Baujahr                                   | Achsformel                                | kkStB-Nr.                                 | ČSD-Nr.                                   | Foto                                      |                                           |
| ----------------------------------------- | ----------------------------------------- | --------------------------------------------------- | ----------------------------------------- | ----------------------------------------- | ----------------------------------------- | ----------------------------------------- | ----------------------------------------- | ----------------------------------------- |
| 1–8                                       | 8                                         | Koechlin, Mulhouse                                  | 1871                                      | C-n2                                      | 45.01–08                                  | 312.601–602                               | -                                         |                                           |
| 9–34                                      | 26                                        | Sigl/Wr. Neustadt, Sigl/Wien, Wiener Neustadt, StEG | 1872–1882                                 | C-n2                                      | 53.01–26                                  | 314.001–020                               |                                           |                                           |